# Ağabeyli, Cihanbeyli
Ağabeyli là một xã thuộc huyện Cihanbeyli, tỉnh Konya, Thổ Nhĩ Kỳ. Dân số thời điểm năm 2012 là 767 người.